# Ahmedabad Challenger 1998
L'Ahmedabad Challenger 1998 è stato un torneo di tennis facente parte della categoria ATP Challenger Series nell'ambito dell'ATP Challenger Series 1998. Il torneo si è giocato a Ahmedabad in India dal 21 al 26 dicembre 1998 su campi in cemento.

## Vincitori

### Singolare
Antony Dupuis ha battuto in finale  Oleg Ogorodov con il punteggio di 6–4, 6–2

### Doppio
Noam Okun /  Nir Welgreen hanno battuto in finale  Noam Behr /  Eyal Ran con il punteggio di 3–6, 6–0, 6–4